# United States Marine Band

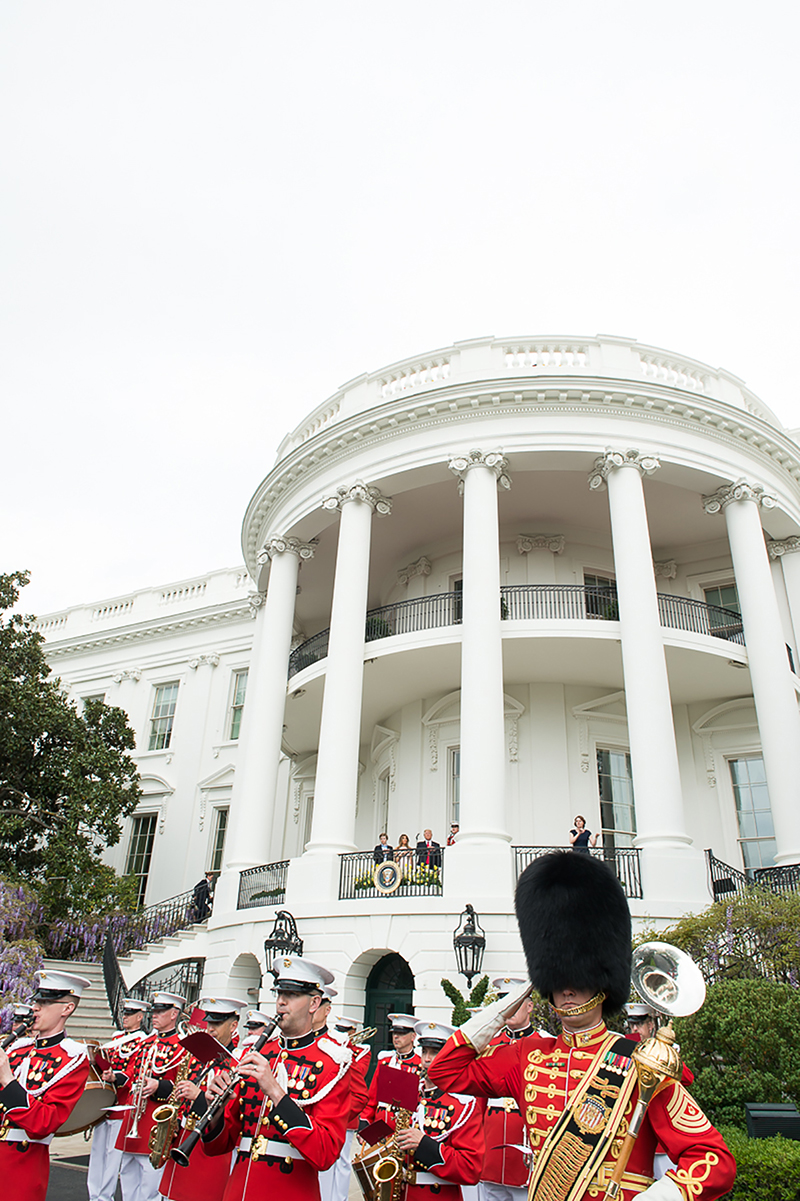

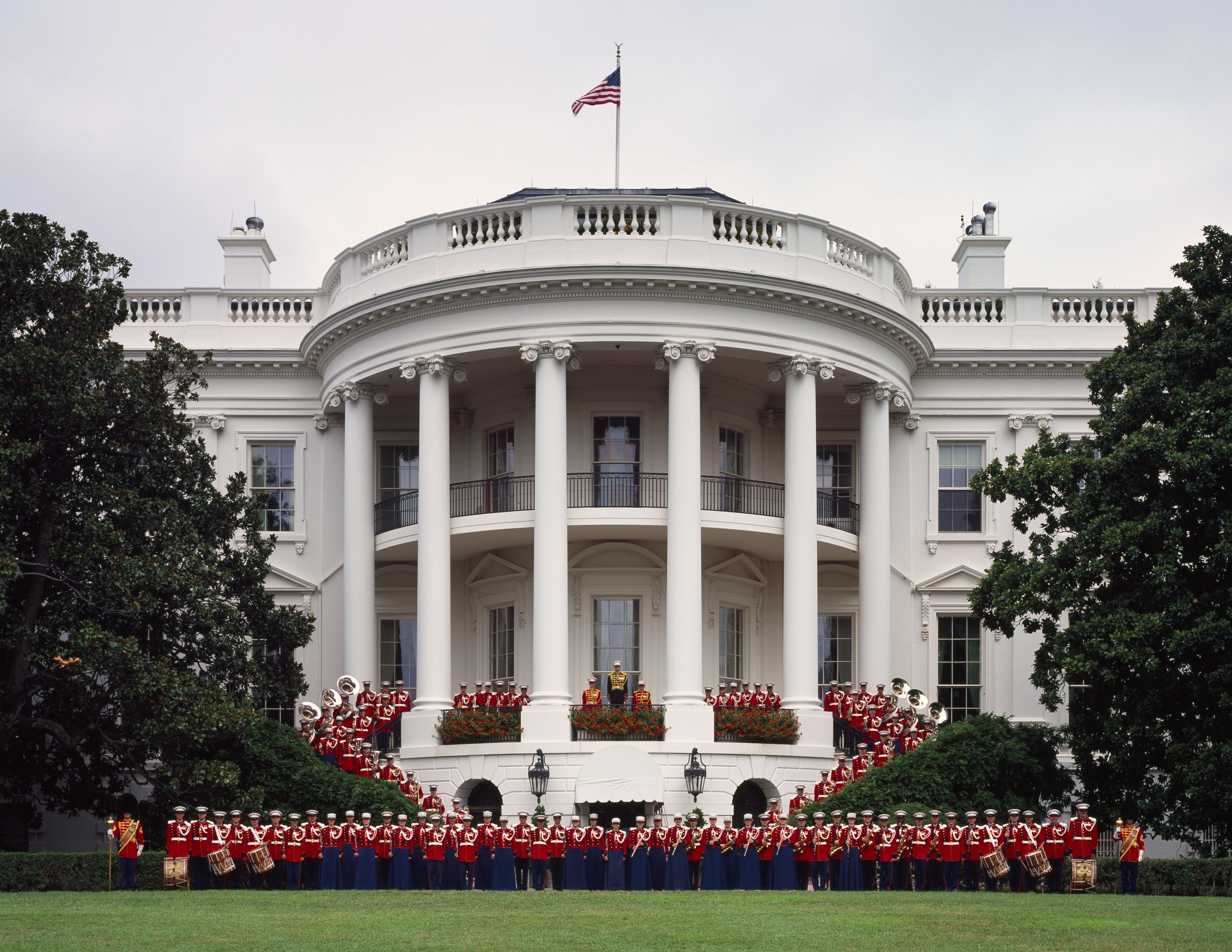
United States Marine Band

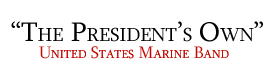

Die United States Marine Band ist ein Klangkörper des United States Marine Corps und wurde per Gesetz am 11. Juli 1798 aufgestellt. Sie ist das älteste noch bestehende Musikkorps in der Militärgeschichte der Vereinigten Staaten. Die Einheit ist in den Marine Barracks in Washington, D.C. stationiert. Der Klangkörper umfasst 130 Soldaten mit und ohne Musikstudium.
Die eigentliche Hauptaufgabe ist seit 1801 das Konzertieren für den Präsidenten der Vereinigten Staaten. Daher hat das Orchester den Beinamen „The President’s Own“ (des Präsidenten eigenes Orchester).
Das Ensemble spielt vor allem auf bei den Amtseinführungen der Präsidenten der Vereinigten Staaten, Begräbnissen mit militärischen Ehren, Staatsbesuchen im Inland sowie den Friday Evening Parades vor der Kaserne (zwischen Mai und August). Jährlich werden etwa 500 Konzerte gegeben.
Zu dem Klangkörper gehört heute auch das United States Marine Chamber Orchestra (gegründet 1798).

## Liste der Kapellmeister
- William Farr (1799)
- Charles S. Ashworth (1804)
- Venerando Pulizzi (1816)
- John Powley (1816)
- Venerando Pulizzi (1818)
- John B. Cuvillier (1827)
- Joseph Cuvillier (1829)
- Francis Schenig (1835)
- Raphael R. Triay (1836)
- Antonio Pons (1843)
- Joseph Lucchesi (1844)
- Antonio Pons (1846)
- Raphael R. Triay (1848)
- Francis M. Scala (1855)
- Henry Fries (1871)
- Louis Schneider (1873)
- John Philip Sousa (1880)
- Francesco Fanciulli (1892)
- William Henry Santelmann (1898)
- Taylor Branson (1927)
- William F. Santelmann (1940)
- Albert F. Schoepper (1955)
- Dale L. Harpham (1972)
- Jack T. Kline (1974)
- John R. Bourgeois (1979)
- Timothy W. Foley (1996)
- Michael J. Colburn (2004)
- Colonel[3] Jason K. Fettig (2014)[4]

## Sonstige Klangkörper des Marine Corps
- United States Marine Drum and Bugle Corps („The Commandant’s Own“) mit der Aufgabe, für den Commandant of the Marine Corps zu konzertieren.
- 10 Marine Corps field bands.